# 1248. grenadirski polk (Wehrmacht)
1248. grenadirski polk (izvirno nemško 1248. Grenadier-Regiment; kratica 1248. GR) je bil pehotni polk Heera v času druge svetovne vojne.

## Zgodovina
Polk je bil ustanovljen 2. marca 1945 v Potsdamu iz šolskih enot za obrambo Šlezije. Istega meseca je bil preimenovan v 133. grenadirski polk.